# Proschaliphora
Proschaliphora is een geslacht van vlinders van de familie Uilen (Noctuidae).

## Soorten
- P. albida Hampson, 1909
- P. aurata Kühne, 2010
- P. butti Rothschild, 1910
- P. citricostata Hampson, 1901
- P. lineata Kühne, 2010
- P. minima Kühne, 2010